# 弗拉库尔
弗拉库尔（法語：Flacourt，法語發音：[flakuʁ]）是法国伊夫林省的一个市镇，属于芒特拉若利区。

## 地理
弗拉库尔（48°55'42"N, 1°38'48"E）面积4.31 平方千米，位于法国法蘭西島大區伊夫林省，该省份为法国北部内陆省份，北起瓦兹河谷省，西接厄尔省，西南接厄尔-卢瓦省，东南接埃松省，东临上塞纳省。
与弗拉库尔接壤的市镇（或旧市镇、城区）包括：班维利耶、法夫里约、苏万德尔、勒泰特尔圣但尼、韦尔。

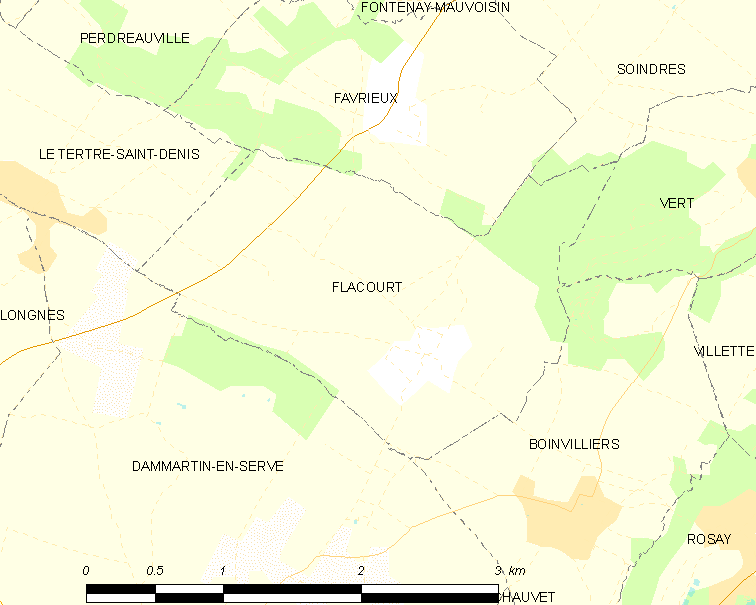
弗拉库尔的OSM定位图

弗拉库尔的时区为UTC+01:00、UTC+02:00（夏令时）。

## 行政
弗拉库尔的邮政编码为78200，INSEE市镇编码为78234。

## 政治
弗拉库尔所属的省级选区为塞纳河畔博尼耶尔县。

## 人口

1962-2008年间弗拉库尔人口变化图示

弗拉库尔于2022年1月1日时的人口数量为185人。